# SDSS J125632.83+271810.5
SDSS J125632.83+271810.5 ist eine Galaxie im Sternbild Coma Berenices am Nordsternhimmel. Sie ist schätzungsweise 2,1 Milliarden Lichtjahre von der Milchstraße entfernt.
Im selben Himmelsareal befinden sich u. a. die Galaxien NGC 4819, NGC 4827, IC 3900, IC 3913.